# Carys Phillips
Ne doit pas être confondu avec Caryl Phillips.
Pour les articles homonymes, voir Phillips.
Pas d'image ? Cliquez ici

a Compétitions nationales et continentales officielles uniquement.

b Matchs officiels uniquement.
Dernière mise à jour le 25 mars 2024.
Carys Phillips, née le 12 novembre 1992 à Warrington (Angleterre), est une joueuse internationale galloise de rugby à XV évoluant au poste de talonneuse.
Son père Rowland Phillips (en) est un ancien joueur international gallois de rugby à XV devenu entraîneur.

## Biographie
Carys Phillips naît le 12 novembre 1992 à Warrington en Angleterre. En 2022, elle joue en club avec les Worcester Warriors (en). Elle a déjà 60 sélections en équipe du pays de Galles quand elle est retenue en septembre 2022 pour disputer sous les couleurs de son pays la Coupe du monde de rugby à XV en Nouvelle-Zélande.
À l'automne suivant, elle fait partie des trente joueuses qui partent dans cette même île participer pour le pays de Galles au WXV 2023.